# 711.ª Divisão de Infantaria (Alemanha)
A 711ª Divisão de Infantaria (em alemão:711. Infanterie-Division) foi uma unidade militar que serviu no Exército alemão durante a Segunda Guerra Mundial.

## Comandantes
| Comandante                                                   | Data                                     |
| ------------------------------------------------------------ | ---------------------------------------- |
| Generalmajor Dietrich von Reinersdorff-Paczensky und Tenczin | 28 de abril de 1941 - 1 de abril de 1942 |
| Generalmajor Wilhelm Haverkamp                               | 1 de abril de 1942 - 15 de julho de 1942 |
| Generalleutnant Friedrich-Wilhelm Deutsch                    | 15 de julho de 1942 - 1 de abril de 1943 |
| Generalleutnant Josef Reichert                               | 1 de março de 1943 - 14 de abril de 1945 |
| Oberst von Watzdorf                                          | ? de abril de 1945                       |
| Oberst Jobst von Bosse                                       | ? de abril de 1945                       |

## Área de operações
| Alemanha                 | maio de 1941 - agosto de 1941       |
| França                   | agosto de 1941 - setembro de 1941   |
| Países Baixos            | setembro de 1941 - dezembro de 1944 |
| Hungria & Checoslováquia | dezembro de 1944 - maio de 1945     |